# ديرك بوجاردي
ديرك بوجاردي (بالإنجليزية: Dirk Bogarde)‏ (28 مارس 1921 في لندن، إنجلترا - 8 مايو 1999 في لندن)، ممثل إنجليزي بدأ مسيرته الفنية عام 1939. كما أنه من الفائزين بجائزة بافتا.

## الأعمال
- أغنية بلا نهاية
- حبيبتي
- الموت في البندقية
- نايت فلايت فروم موسكو
- البواب الليلي
- المكتبة الوطنية الأسترالية
- ذي تايمز

## وصلات خارجية
- الموقع
- ديرك بوجاردي على موقع IMDb (الإنجليزية)
- ديرك بوجاردي على موقع الموسوعة البريطانية (الإنجليزية)
- ديرك بوجاردي على موقع روتن توميتوز (الإنجليزية)
- ديرك بوجاردي على موقع مونزينجر (الألمانية)
- ديرك بوجاردي على موقع ألو سيني (الفرنسية)
- ديرك بوجاردي على موقع ميوزك برينز (الإنجليزية)
- ديرك بوجاردي على موقع تيرنر كلاسيك موفيز (الإنجليزية)
- ديرك بوجاردي على موقع أول موفي (الإنجليزية)
- ديرك بوجاردي على موقع قاعدة بيانات الأفلام السويدية (السويدية)
- ديرك بوجاردي على موقع إن إن دي بي (الإنجليزية)